# Danilo Nikolić
Danilo Nikolić, (nacido el 8 de abril de 1993 en Podgorica, Montenegro) es un jugador de baloncesto montenegrino. Con 2.05 de estatura, su puesto natural en la cancha es el de ala-pívot. Actualmente juega en el Limoges CSP de la Pro A francesa. 

## Trayectoria
Nikolic se formó en las categorías inferiores del KK Budućnost Podgorica y debutó profesionalmente con el equipo montenegrino en 2013. Tras una temporada cedido en el KK Lovćen, en 2014 llegó al KK Mega Leks por dos temporadas. 
En la temporada 2015-16,  promedia 10.6 puntos, 5.2 rebotes y casi un tapón en la Liga Adriática y 12.6 puntos y 5.7 rebotes en la liga serbia.
En la temporada 2016-17, llega a España para jugar en el Club Basket Bilbao Berri de la Liga ACB.
En 2017, regresa al KK Budućnost Podgorica con el que jugó durante cuatro temporadas. En la temporada 2020-21 disputaría la Euroliga.
En julio de 2022, firma por el JDA Dijon de la LNB Pro A, pero el 5 de noviembre de 2022, firma por el BC Avtodor Saratov con el que promedia 12,2 puntos, 5,8 rebotes y 14,4 de valoración.
El 13 de abril de 2023, fichó por el UCAM Murcia CB de la Liga Endesa.
El 24 de septiembre de 2023 fichó por el Limoges CSP de la Pro A francesa.